# بلینتزاگو لومباردو
بلینتزاگو لومباردو (به ایتالیایی: Bellinzago Lombardo) یک کومونه در ایتالیا است که در استان میلان واقع شده است.

## خصوصیات
بلینتزاگو لومباردو ۴٫۵ کیلومترمربع مساحت و ۳٬۸۳۶ نفر جمعیت دارد و ۱۲۹ متر بالاتر از سطح دریا واقع شده است.